# 圖科托克山
圖科托克山（英語：Mount Tukotok）是南極洲的山峰，位於維多利亞地的彭內爾海岸，屬於弗賴貝格山脈中薩拉曼德山脈的一部分，處於阿波洛托克山東南面9公里，海拔高度2,540米，由新西蘭探險隊命名，現時由南極條約體系管理。